# Angry Birds Journey
Angry Birds Journey (ранее известная как Angry Birds Casual) — мобильная игра-головоломка с рогаткой, разработанная Rovio Entertainment. Это двадцать четвёртая игра в расширенной основной серии и одиннадцатая мобильная игра, в которой используется стиль игры с рогаткой. Несмотря на это, механика игры основана на более поздних играх с сопоставлением плиток, таких как Angry Birds Match и Angry Birds Dream Blast. Птицы действуют на игрока больше как ходы, а символы предоставляются в случайной последовательности. В дополнение к свиньям, целью птиц изначально было освобождение только вылупившихся в клетках детенышей, с которыми иногда были связаны миссии (доставить их контейнеры на дно сцены или наверх), но после ребрендинга в Journey основная цель изменилась. вернемся к выталкиванию свиней (однако на некоторых уровнях по-прежнему ставится цель освободить вылупившихся детёнышей). Кроме того, уровни нельзя переиграть, а это означает, что звёзды удалены.

## Разработка
Journey была запущена как Angry Birds Casual в США, Финляндии, Польше и Швеции в Apple App Store в марте 2020 года. Он был удалён из App Store в декабре того же года из-за того, что игра была переименована в Angry Birds Journey по той причине, что Casual был скорее «внутренним кодовым названием» для своего стиля игры и был изменен, когда игра имел «достаточную форму». Позже игра будет выпущена в тех же регионах, а также в Дании и Канаде, 14 января 2021 года. Действие новой версии игры происходило в другом, более племенном месте, на уровнях было больше свиней, а также был представлен сюжет о свинье-миньоне, крадущем древнее яйцо, которое нашёл Рэд. 9 декабря 2021 года на официальных страницах Angry Birds в Facebook было подтверждено, что игра скоро станет доступна по всему миру.

## Игровой процесс
Игра представляет собой игру с рогаткой, в которой игроки должны перетаскивать резину рогатки с птицей и нацеливать её на цель, которой являются детёныши в клетке. Существуют различные разблокируемые персонажи, и они снова выполнены в «милом» стиле, основанном на многих функциях и графике Angry Birds Dream Blast. Способности некоторых птиц изменились по сравнению с предыдущими играми. Также эти способности активируются при ударе птиц о блоки.
Есть счётчик гнева, который заполняется за счёт разрушения блоков. Как только он заполнится, вы можете активировать его, чтобы сделать следующую птицу больше и сильнее. Кроме того, если вы выигрываете уровни подряд, вы получаете дополнительные бонусы в начале каждого уровня (одна птица после первой и второй победы; две птицы после третьей и четвёртой победы; три птицы после пятой победы и далее).
Как и в Angry Birds 2, для каждого уровня есть разделы, которые теперь называются «контрольными точками». На каждом уровне есть квесты, такие как игры Match, такие как освобождение птенцов на варенье, лопание свиней и так далее.
На каждом уровне есть предопределённое количество птиц, которых вы можете запустить. За каждый запуск вам дается одна случайная птица. Чтобы выиграть игру, вы должны очистить все контрольные точки, прежде чем у вас закончатся птицы. Вы должны заплатить 950 монет, если у вас закончились птицы; иначе вы потеряете уровень.
Есть Sun Bar, где вы заполняете его Sun Tokens, чтобы получить сундук Sun, а ваши первая и вторая награды — 40 и 60 монет. В Солнечном сундуке 140 монет, бесконечные жизни на 30 минут и усиление.
Звёздный сундук открывается каждый раз, когда вы получаете 20 звёзд (проходите 20 уровней), чтобы открыть его. Он содержит новое изображение профиля, 420 монет и новый фрагмент головоломки, который можно добавить к изображению сюжета на главном экране.

### Контрольные точки
Как и в Angry Birds 2, каждый уровень разделён на несколько этапов, которые теперь называются «контрольными точками». Каждый уровень состоит из трёх-пяти контрольных точек. На каждой контрольной точке игрок должен очистить все цели этой контрольной точки, чтобы перейти к следующей контрольной точке. Игрок выигрывает уровень после прохождения всех целей на последней контрольной точке.
На каждой контрольной точке есть от одного до трех типов целей, которые игрок должен собрать.

## Земли
Всего в Angry Birds Journey восемь земель:
- Древние руины (2 сцены, уровни 1-160)
- Хрустальные облака (2 сцены, уровни 161-320)
- Звёздная пустыня (4 сцены, уровни 321-640)
- Сонные луга (4 сцены, уровни 641-960)
- Священные источники (4 сцены, уровни 961-1280)
- Скалистые каньоны (4 сцены, уровни 1281-1600)
- Ледяные пещеры (4 сцены, уровни 1601-1920)
- Тихие болота (4 сцены, уровни 1921-2240)
- Toadstool Towers (4 сцены, уровни 2241-????)

После основных земель идет бонусная земля:
- Вызов Гайи

Трейлер «Angry Birds Journey — Stolen Egg» стал золотым победителем в категории «Реклама и дизайн игр — цифровая реклама (Single)» на церемонии вручения наград NYX Game Awards в ноябре 2021 года.